# Зоряний пил (фільм, 2007)
«Зоряний пил» (англ. «Stardust») — копродукційний американсько-британський художній фільм за мотивами фантастичного роману Ніла Ґеймана.

## Сюжет
Сюжет фільму починається в маленькому англійському селищі, а згодом переноситься до магічного і таємничого потойбічного світу.
Трістан (Чарлі Кокс) — юнак, який прагне завоювати серце примхливої сільської красуні Вікторії (Сієна Міллер), пообіцявши дівчині знайти зірку, що впала. Дорога веде його за межі рідного села Муру в містичний і небезпечний край Грозовію.
На великий подив Трістана, зірка виявилася не холодним шматком метеорита, а голодною, переляканою дівчиною Івейн (Клер Дейнс), котра не мала ні найменшого бажання бути подарованою якійсь примхливій красуні.
Крім того, в пошуках зірки були зацікавлені також сини помираючого короля (Пітер О'Тул), для яких вона була єдиною можливістю заволодіти троном, а також три відьми на чолі з безжальною Ламією (Мішель Пфайффер), які за серце зірочки могли отримати вічну молодість.
Зважаючи на небезпеку і переслідування, Трістан та Івейн змушені втікати, покладаючись на допомогу випадкових знайомих: капітана летючого корабля Шекспіра (Роберт де Ніро), а також підозрілого купця Ферді (Рікі Жервес).
Під час мандрівки Трістан зрозуміє, що таке справжнє кохання, але він ще не знає, яка небезпека чекає на них попереду.

## У ролях
- Клер Дейнс — Івейн
- Чарлі Кокс — Тристан Торн
- Мішель Пфайффер — Ламія
- Марк Стронг — Септімус
- Роберт де Ніро — Капітан Шекспір
- Джейсон Флемінг — Прімус
- Руперт Еверетт — Секундус
- Рікі Джервейс — Ферділенд "Ферді"
- Сієна Міллер — Вікторія
- Пітер О'Тул — Король
- Ієн Маккеллен — оповідач
- Натаніель Паркер — Данстан Торн
  - Бен Барнс — юний Торн
- Кейт Магован — Уна
- Марк Хіп — Тертіус
- Джуліан Райнд-Татт — Квартус
- Адам Бакстон — Квінтус
- Девід Валльямс — Секстус
- Генрі Кавілл — Гамфрі
- Марк Вільямс — Біллі

## Реліз
- Реліз в Україні: 16 серпня 2007 року.
- Реліз у США: 10 серпня 2007 року.

## Касові збори
Під час показу в Україні, що розпочався 16 серпня 2007 року, протягом перших вихідних фільм демонстрували на 75 екранах, що дозволило йому зібрати $341,798 і посісти 1 місце в кінопрокаті того тижня. Фільм опустився на 3 сходинку українського кінопрокату наступного тижня, хоч і демонструвався на 75 екранах і зібрав за ті вихідні ще $132,806. Загалом фільм в кінопрокаті України зібрав $1,013,277, посівши 14 місце серед найбільш касових фільмів 2007 року.

## Цікавинки
- Трупа фільму складалася з понад 300 осіб.
- Зйомки «Зоряного пилу» тривали 65 днів.
- Місцевість, відображена у фільмі, — це англійські села Касл Комб та Вілтшир, острів Скай у Шотландії, а також місцевість в Ісландії неподалік від Рейк'явіка.